# Porta al Borgo
Porta al Borgo è uno dei quattro comuni, denominati "cortine" (gli altri erano Porta Lucchese, Porta Carratica e Porta San Marco) in cui fu diviso il contado della città di Pistoia (il cui territorio comunale era delimitato dalle mura medievali) fino al 1877, anno in cui furono annessi a quest'ultimo.
Il comune di Porta al Borgo, che prendeva il nome dall'omonima porta, si estendeva per circa 125 km² e confinava con i comuni di Pistoia, Porta San Marco, Sambuca Pistoiese, Granaglione e Porretta Terme (oggi fusi in Alto Reno Terme), Lizzano in Belvedere, San Marcello Pistoiese e Piteglio (oggi fusi in San Marcello Piteglio), Marliana e Porta Lucchese.
Al momento della soppressione il comune contava 14 809 abitanti e comprendeva le località di Alpi, Arcigliano, Burgianico, Campiglio, Cascheri, Cireglio, San Felice d'Ombrone, Santa Maria a Gello, Gora, San Mommè, San Giorgio d'Ombrone, Orsigna, Le Piastre, Piazza, Piteccio, Pracchia, Sarripoli, Satornana, Spedaletto, Santa Maria delle Grazie, Uzzo e Valdibrana.